# Giannino Baglioni
 (novembre 2020).
Pour les articles homonymes, voir Baglioni.
Giannino Baglioni, né en novembre 1316 et mort en 1363, est un marchand et notable de Sienne, prétendant au trône du royaume de France. Revendiquant l'identité de Jean Ier le Posthume, qui aurait survécu, il a monté une armée pour devenir roi de France, mais échoue. Il est mort en prison à Naples.
Il est présent dans série de romans Les Rois maudits, dans laquelle l'auteur Maurice Druon, part du principe qu'il est bien le fils du roi Louis X.

## Biographie

### Enfance et adolescence
Giannino Baglioni est le fils de Guccio Baglioni, un banquier et marchand d'origine siennoise, et de Marie de Carsix (nom parfois orthographié en Marie de Carsi ou Marie de Carsy),.
À l'âge de 9 ans, il part pour Sienne pour y devenir marchand comme son père. Il fait carrière dans le commerce du fer, de la laine, des pierres précieuses et des perles.
Il gère les hôpitaux de Sienne dans le rôle de camerlingue du Pape.

### Rencontre avec Cola di Rienzo
Le 2 septembre 1354, alors que Baglioni a près de 40 ans, Cola di Rienzo, homme politique italien, le convoque au capitole de Rome. Il tente de le convaincre qu'il est le roi de France Jean Ier. Les deux hommes se rencontrent à plusieurs reprises durant les mois de septembre et d'octobre.
Selon Cola di Rienzo,  Giannino Baglioni serait né du roi de France Louis X le Hutin et de la reine Clémence de Hongrie. Celle qu'il pensait être sa mère, Marie de Carsix, était la nourrice du petit roi et elle avait elle-même un fils appelé Giannino Baglioni. Des barons français, craignant que la vie du roi Jean soit menacée par le régent Philippe de Poitiers (futur Philippe V) et sa belle-mère Mahaut d'Artois, auraient échangé les enfants au berceau. Le fils de Marie de Carsix aurait été tué par Mahaut d'Artois au moment de son baptême, par empoisonnement ou en lui plantant une aiguille dans le crâne. Les nobles ne s'attendaient pas à un meurtre aussi soudain et en public. Alors que le régent Philippe était déjà aux portes de Paris, ils auraient confié le roi Jean à Marie de Carsix, en lui faisant jurer de ne pas révéler qu'il s'agissait en fait du roi légitime. La nourrice aurait élevé l'enfant sous l'identité de son propre fils, Giannino Baglioni.
Cola di Rienzo, habile orateur, convainc le marchand qu'il est le roi légitime du royaume de France.
Des faux documents, fabriqués par Di Rienzo ou par Baglioni lui-même, viennent étayer cette thèse : neuf lettres officielles sont scellées du sceau de Cola di Rienzo, dont des attestations du confesseur de Marie de Carcix. Cola di Rienzo est assassiné peu après ces réunions.

### Giannino Baglioni revendique le trône de France
Giannino Baglioni temporise dans un premier temps. Mais lorsque le roi de France Jean II le Bon est capturé par les Anglais à la bataille de Poitiers en 1356, il saisit l'occasion de revendiquer le trône de France. Il va jusqu'à quitter sa famille et dilapider son argent en habits fastueux.

#### Tentative de reconnaissance par les souverains européens
Il se rend à la cour de Hongrie où il est reconnu par le roi Louis Ier, neveu de Clémence de Hongrie, sa mère biologique selon Cola di Rienzo. En 1360, il se rend à Avignon où le pape Innocent VI refuse de le recevoir.

#### Tentative de prise du trône de France
Pierre de Courtneuve, ancien collègue d'Étienne Marcel, convainc Giannino Baglioni de déclencher une offensive vers le Languedoc à partir de la Provence. Ensemble, ils cherchent des hommes pour ces offensives. Ils recrutent Jean de Vernay, un chevalier au service du roi d'Angleterre exilé à la suite de divers crimes, qui prend le titre de lieutenant du roi de France.
Mais Pierre de Courtneuve trahit le prétendant et le dénonce au cardinal Hélie de Talleyrand-Périgord. En apprenant qu'il va être livré aux soldats français, le roi autoproclamé se réfugie au château de Saint-Estève chez Raymond de Montauban.
Il lance alors un grand appel aux seigneurs de Provence pour le rejoindre. Avec eux, il attaque Uzès et occupe Pont-Saint-Esprit, d'où ils menacent toute la région, et même Avignon. Le pape demande alors au sénéchal de Provence Matteo di Gesualdo de mettre un terme aux troubles, ce qu'il fait en arrêtant Giannino Baglioni à Saint-Estève le 7 janvier 1361.

#### Prison et mort
Giannino Baglioni est emprisonné à Aix-en-Provence. Transféré à Marseille, puis à Naples, il y meurt en 1362. Jusqu'au bout, il revendique être le roi de France légitime, Jean le Posthume.

## Postérité
Des écrivains et des historiens se sont interrogés sur la validité des prétentions de Giannino Baglioni. Ils ont conclu que Baglioni n'a aucun lien de parenté avec la famille royale de France et donc aucune légitimité.
Tommaso di Carpegna Falconieri dit de lui qu'il fut « souverain mais pas chevalier »  Emmanuel Gehric déclare quant à lui qu'il fut un « antihéros absolu ».
Dans son roman Les Rois maudits, Maurice Druon donne foi au récit de Baglioni. Il raconte son histoire tragique en modifiant le nom et le lieu de naissance de sa mère, qui devient Marie de Cressay.
Selon Emmanuel Gehrig, l'histoire de Giannino Baglioni, comme celle de l'homme au masque de fer, a un fort potentiel de fiction, car entourée de mystère.